# Nino Konis Santana
Nino Konis Santana (Lospalos, 12 de enero de 1957-Ainaro, Indonesia, 11 de marzo de 1998) fue comandante de las Falintil, las fuerzas de guerrilla del Fretilin, que lucharon contra Indonesia por la independencia de Timor Oriental.

## Biografía
Nino Konis Santana nació en 1955 en la aldea de Veru, en el subdistrito de Tutuala, cerca de Lospalos, distrito de Lautem, siendo bautizado con el nombre de Antoninho Santana. En su juventud, Nino fue dirigente de la UNETIM (Unión Nacional de los Estudiantes Timorenses), União Nacional dos Estudantes Timorenses en portugués. Fue miembro de la comisión que preparó el proceso electoral en Lospalos en 1974 y fue profesor, en la misma localidad, hasta la invasión indonesia de diciembre de 1975.
Después de la invasión y ocupación indonesia, Konis Santana buscó refugio en las montañas e ingresó en la lucha armada, en la Región Militar de Lospalos.
En 1981 fue nombrado miembro del grupo de enlace liderado por Xanana Gusmão. Al inicio de 1992, después de la captura de José da Costa, alias «Mau Hodu Ran Kadalak», pasó a ser aliado político de Xanana Gusmão. Com a prisão de Xanana en noviembre de 1992, Konis Santana fue nombrado miembro del Comité Político-Militar liderado por António João Gomes da Costa, conocido por el nombre de guerra «Ma'Hunu», que acabó también por ser capturado por las fuerzas indonesias en el año siguiente en Manufahi. Nino Konis Santana ascendió, entonces, a comandante operacional de las Falintil (Forças Armadas de Libertação e Independência de Timor-Leste), tendo reorganizado a resistência com o estabelecimento del Conselho Executivo da Luta Armada e da Frente Clandestina, coordinando toda la actividad de la resistencia dentro del territorio. Nino Konis Santana foi ainda Secretário del Comité Directivo del Fretilin (Frente Revolucionária do Timor-Leste Independente). 
Con el objetivo de llevar la guerra a la parte occidental de la isla, Konis Santana se asentó en Ermera en 1991. Inicialmente viviendo en las plantaciones de café durante el día, con el intensificar de las patrullas indonesias -- en aquel tiempo llegó a haber 1 soldado indonesio por cada 35 civiles timorenses! -- Konis, con la ayuda de familiares que vivían en la zona, construyó un pequeño oratorio dedicado a Nuestra Señora de Fátima. Por abajo, había un escondrijo que incluía una pequeña sala, un dormitorio y un cuarto de baño, donde Konis vivió los últimos seis años de vida. Mientras tanto desde allí conseguía comandar las fuerzas en el terreno, gracias al servicio de estafetas que llevaban y traían mensajes, de radios y también, ya cerca del final de su vida, como recurso a un teléfono vía satélite.
A pesar de la presencia constante del ejército indonesio en las cercanías, el escondrijo nunca fue descubierto. Konis falleció el 11 de marzo de 1998 a consecuencia de complicaciones en la salud y de la falta de asistencia médica. Con su muerte el liderazgo de la lucha armada de Timor Oriental pasó a ser asumida por Taur Matan Ruak, hasta la realización del referéndum que decidió la independencia del territorio.
A finales de 2005, tras cinco años de investigación en los archivos dejados por el comandante en Timor Oriental, el historiador portugués José Mattoso publicó el libro A Dignidade - Konis Santana e a Resistência Timorense.